# Окампо (муниципалитет Гуанахуато)
Окампо (исп. Ocampo) — муниципалитет в Мексике, штат Гуанахуато, с административным центром в одноимённом городе. Численность населения, по данным переписи 2010 года, составила 22 683 человека.

## Общие сведения
Название Ocampo было дано в честь мексиканского политика Мельчора Окампо.
Площадь муниципалитета равна 1026 км², что составляет 3,35 % от общей площади штата. На востоке и юге он граничит с другим муниципалитетом штата Гуанахуато — Сан-Фелипе, а также граничит с другими штатами Мексики: на севере с Сан-Луис-Потоси и на западе с Халиско.

## Учреждение и состав
Муниципалитет был образован в 1875 году, в его состав входит 124 населённых пункта, самые крупные из которых:
| Код INEGI | Населённый пункт                                                                    | Численность населения (2005 год) | Численность населения (2010 год) |
| --------- | ----------------------------------------------------------------------------------- | -------------------------------- | -------------------------------- |
| 022       | Всего                                                                               | 20579                            | 22683                            |
| 0001      | Окампо (исп. Ocampo) (административный центр)                                       | 5934                             | 6499                             |
| 0077      | Санта-Барбара (исп. Santa Bárbara) 21°32′18″ с. ш. 101°22′39″ з. д.                 | 1981                             | 2058                             |
| 0030      | Ла-Эскондида (исп. La Escondida) 21°41′14″ с. ш. 101°32′06″ з. д.                   | 1869                             | 2040                             |
| 0038      | Сан-Педро-де-Ибарра (исп. San Pedro de Ibarra) 21°29′03″ с. ш. 101°32′24″ з. д.     | 963                              | 1164                             |
| 0085      | Сан-Хосе-дель-Торрерон (исп. San José del Torreón) 21°28′28″ с. ш. 101°28′14″ з. д. | 853                              | 1149                             |
| 0032      | Гачупинес (исп. Gachupines) 21°45′44″ с. ш. 101°33′39″ з. д.                        | 1030                             | 1043                             |
| 0083      | Ла-Тинаха (исп. La Tinaja) 21°36′34″ с. ш. 101°28′08″ з. д.                         | 877                              | 906                              |

## Экономика
По статистическим данным 2000 года, работоспособное население занято по секторам экономики в следующих пропорциях: сельское хозяйство, скотоводство и рыбная ловля — 30,6 %, промышленность и строительство — 31,3 %, сфера обслуживания и туризма — 35 %, прочее — 3,1 %.

## Инфраструктура
По статистическим данным 2010 года, инфраструктура развита следующим образом:
- электрификация: 94,2 %;
- водоснабжение: 92,8 %;
- водоотведение: 76,6 %.

## Фотографии

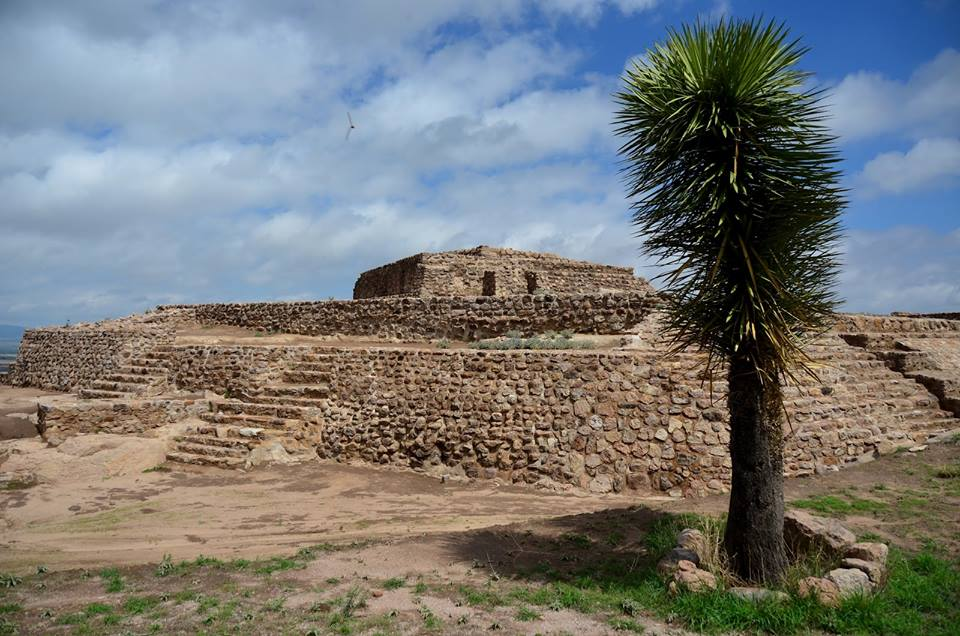
Археологическая зона Копоро